# روبرت هوغو دونلاب
روبرت هوغو دونلاب (بالإنجليزية: Robert Hugo Dunlap)‏ هو ضابط أمريكي، ولد في 19 أكتوبر 1920 في أبينغدون في الولايات المتحدة، وتوفي في 24 مارس 2000.